# Sahrawi
Il popolo sahrawi o saharawi, cioè "sahariano" (italianizzazione del termine in arabo الصحراويون‎?, al-ṣaḥrāwī; in berbero ⵉⵙⴻⵃⵔⴰⵡⵉⵢⴻⵏ, Iseḥrawiyen) è costituito dai gruppi tribali arabo-berberi tradizionalmente residenti nelle zone del Sahara Occidentale gravitanti sul Sāqiyat al-ḥamrāʾ (Saguia el Hamra) e sul Wādī al-dhahab (Río de Oro) che, già nel corso della dominazione della Spagna, avevano cominciato negli anni trenta a reclamare la loro indipendenza.
Sull'area, ricca di fosfati, avanzava però pretese anche il Marocco ed è per questo che le popolazioni della regione hanno conosciuto grandi difficoltà per realizzare le loro ambizioni e vedersi riconosciuti su un piano internazionale e persino inter-arabo.
Le tribù sembra discendano da due gruppi insediatisi nell'area fin dall'epoca delle prime conquiste islamiche, alla fine del VII secolo d.C. Esse rivendicano un'ascendenza araba, per dimostrare la quale fanno riferimento al loro dialetto, definito Hassāniyya, un idioma parlato anche nella confinante Mauritania e nell'Algeria, caratterizzato da un impianto strutturalmente arabo pur con vari berberismi e tracce di idiomi nero-africani, come il wolof.
In Sahara Occidentale (forse con intenti politici) si tende a considerare il dialetto sahrawi di ceppo berbero, visto che gli abitanti indigeni della regione sono in particolare appartenenti al gruppo berbero dei Sanhāja, ma sulla questione dissentono i glottolinguisti che classificano l'idioma come appartenente al gruppo semitico della famiglia linguistica camito-semitica.

## Storia

### Le prime rivendicazioni politiche
Il 14 dicembre 1960 l'ONU votò la risoluzione n. 1514 con la quale si riconosceva il diritto all'indipendenza per le popolazioni dei paesi colonizzati.
Nel 1963 il Sahara Occidentale fu incluso dalle stesse Nazioni Unite nell'elenco dei paesi da decolonizzare e nel dicembre di due anni dopo l'Assemblea Generale riaffermò il diritto all'indipendenza del popolo sahrawi, invitando la Spagna a metter fine alla sua occupazione coloniale dell'area.
Nel 1966 l'ONU ratificò l'atto di autodeterminazione del popolo sahrawi. Il 10 maggio 1973 il Polisario (Frente Popular de Liberación de Saguia el Hamra y Río de Oro) organizza il suo primo congresso di fondazione e la Spagna, l'anno seguente, compie un censimento della popolazione del Sahara Occidentale, atto necessario per organizzare il referendum richiesto dall'ONU fin dagli anni '60. Il risultato indica la presenza nella regione di 74.902 persone e il 20 agosto 1974 la Spagna annunciò il suo parere favorevole per l'effettuazione del referendum di autodeterminazione del popolo sahrawi.
Pur tuttavia, ai primi del 1975, il re del Marocco Hassan II espresse la sua totale opposizione all'indipendenza del paese, malgrado il 12 maggio 1975 una missione dell'ONU recatasi in visita nei territori del Sahara Occidentale, riconfermasse il diritto all'autodeterminazione del popolo sahrawi, riconoscendo di fatto il Polisario che, già da qualche mese, aveva cominciato ad effettuare operazioni di guerriglia contro la Spagna.

### Invasione del Marocco

Territori controllati dal Marocco (in blu) e dalla Repubblica Democratica Araba dei Sahrawi (in verde).

Il 31 ottobre 1975 il Marocco entrò con un esercito di 25 000 uomini nella zona contigua ai suoi confini con il Sahara Occidentale mentre la Spagna cominciò lo sgombero delle aree sotto il proprio controllo. Il 6 novembre 1975 re Hassan II fece organizzare la "marcia verde" con cui 350 000 marocchini entrarono nel Sahara Occidentale per vanificare l'eventuale referendum e per porre le basi di una definitiva appropriazione dei territori sahariani occidentali, malgrado il 2 novembre dello stesso anno la Spagna confermasse il proprio impegno a rispettare l'autodeterminazione del popolo sahrawi.
Di fatto, però, la Spagna giunse segretamente 
a un accordo con Marocco e Mauritania per la spartizione del paese conteso in cui le forze sahrawi iniziavano un'azione di resistenza armata, non del tutto documentabile, contro il Marocco e la Mauritania, che portò anche all'uso di bombe al napalm da parte marocchina contro insediamenti sahrawi. La resistenza dette allora vita nel 1976 alla Repubblica Democratica Araba dei Sahrawi, RASD, (arabo الجمهورية العربية الصحراوية الديمقراطية, al-Jumhūriyya al-ʿArabiyya al-Ṣaḥrāwī al-Dīmuqrāṭiyya).
Nel 1979 la Mauritania firmò un accordo separato di pace, riconoscendo la RASD, lasciando gli oneri del conflitto in corso al solo Marocco che invase il restante territorio del Sahara Occidentale, costringendo all'esodo numerosi combattenti e famiglie sahrawi che trovarono rifugio in Algeria, realizzando nell'oasi di Tindūf dei campi profughi, ancora in uso dopo oltre 40 anni.
Nel 1991, con il conseguimento di un cessate il fuoco, l'ONU inviò in missione nel Sahara occidentale una delegazione (MINURSO) col compito di vigilare sulla tregua e organizzare il previsto (e mai tenuto) referendum.
Nel 2003 James Baker, inviato speciale delle Nazioni Unite, propose un piano in 2 fasi, che, dopo una transizione di 5 anni in cui il Marocco e il Sahara Occidentale avrebbero governato insieme nei territori occupati, sarebbe dovuto culminare con il referendum, ma il piano non trovò il favore del Marocco. Il Consiglio di Sicurezza delle Nazioni Unite ha prorogato fino al 2004 il mandato alla MINURSO in attesa di un ripensamento da parte del Marocco. Nell'ultima seduta delle Nazioni Unite che si è tenuta il 25 aprile 2013 è stata votata una risoluzione che proroga la missione MINURSO fino al 30 aprile 2014, ma la soluzione continua ad essere una mera speranza.

## Sahrawi e celiachia
Presso il popolo sahrawi si registra una percentuale di persone affette da celiachia (intolleranza permanente al glutine) fra le più elevate del mondo (circa 6%). Questo fatto viene spiegato da una predisposizione genetica, a sua volta legata al fatto che i sahrawi sono vissuti per secoli senza essere esposti al consumo di frumento e altri cereali e pertanto al glutine. La proporzione di celiaci è emersa solo in seguito all'arrivo di cibi derivati dal frumento negli aiuti umanitari inviati dall'Europa.